# Yūji Nakagawa
Yūji Nakagawa (japanisch 中川 雄二 Nakagawa Yūji; * 22. Oktober 1978 in der Präfektur Yamaguchi) ist ein japanischer Fußballspieler.

## Karriere
Nakagawa erlernte das Fußballspielen in der Universitätsmannschaft der Meiji-Universität. Seinen ersten Vertrag unterschrieb er 2001 bei YKK (heute: Kataller Toyama). Der Verein spielte in der dritthöchsten Liga des Landes, der Japan Football League. Am Ende der Saison 2008 stieg der Verein in die J2 League auf. Ende 2010 beendete er seine Karriere als Fußballspieler.